# Belgrádi főegyházmegye
A Belgrádi főegyházmegye (latinul: Archidioecesis Belogradensis, szerbül: Beogradska nadbiskupija) a római katolikus egyház szerbiai metropolita főegyházmegyéje, Belgrád székhellyel.
Jelenlegi érseke Német László S.V.D.

## Terület

### Szomszédos egyházmegyék
- Vrhbosna-Szarajevói főegyházmegye (délnyugat)
- Szerémi római katolikus egyházmegye (északnyugat)
- Nagybecskereki egyházmegye (észak)
- Temesvári egyházmegye (északkelet)
- Bukaresti főegyházmegye (kelet)
- Nikápolyi egyházmegye (délkelet)
- Szófia-Plovdivi egyházmegye (délkelet)
- Szkopjei római katolikus egyházmegye (dél)
- Prizreni apostoli adminisztratúra (dél)

## Szervezet

### Az egyházmegyében szolgálatot teljesítő püspökök
| Fénykép | Név, beosztás                        | Születési helye, ideje                          | Kinevezés dátuma                                                                                               |
| ------- | ------------------------------------ | ----------------------------------------------- | --- |
|         | Német László SVD érsek               | Hódság, 1956. szeptember 7. (68 éves)           | belgrádi érseknek kinevezve: 2022. november 5.                                                                 |
|         | Stanislav Hočevar nyugalmazott érsek | Jelendol, Škocjan, 1945. november 12. (79 éves) | belgrádi koadjutor érseknek kinevezve: 2000. március 25. belgrádi érsek: 2001. március 31. – 2022. november 5. |